# Hexatrygon bickelli
A Hexatrygon bickelli a porcos halak (Chondrichthyes) osztályának sasrájaalakúak (Myliobatiformes) rendjébe, ezen belül a Hexatrygonidae családjába tartozó faj.
Családjának és nemének az egyetlen faja.

## Előfordulása
A Hexatrygon bickelli előfordulási területe az Indiai-óceánban és a Csendes-óceán nyugati felén van. A Dél-afrikai Köztársaságtól kezdve, keletre Ausztráliáig és északkeletre Japánig található meg. Hawaii környékén is vannak állományai.

## Megjelenése
Ez a porcoshal az orra hegyétől a farka végéig elérheti a 143 centiméteres hosszúságot; azonban a nőstény általában csak 111,7 centiméter hosszú. Más rájáktól eltérően, ennek a fajnak hosszú, húsos és hajlékony orra van. A háti része sötétlila vagy sötétbarnás, míg hasi része fehér.

## Életmódja
Mélytengeri porcoshal, amely 350-1120 méteres mélységek között él. A homokos aljzatot kedveli.